# New York Jets
New York Jets je profesionální klub amerického fotbalu, který sídlí v East Rutherfordu ve státě New Jersey. V současné době je členem East Division (Východní divize) American Football Conference (AFC, Americké fotbalové konference) National Football League (NFL, Národní fotbalové ligy). Domácí zápasy hraje na MetLife Stadium, který sdílí s New York Giants. Sídlo a tréninkové kapacity, Atlantic Health Jets Training Center, se nachází ve Florham Parku, který byl slavnostně otevřen v roce 2008.
Tým byl založen v roce 1959 jako Titans of New York a byl zakládajícím členem AFL. Domácí zápasy začal hrát v roce 1960 na stadionu Polo Grounds, ale pod novými majiteli v roce 1963 změnil barvy a přijal současný název. O rok později se přesunul na Shea Stadium a v roce 1984 na Giants Stadium.
Jets postoupili poprvé do play-off v roce 1968 a pokračovali až do Super Bowlu, ve kterém porazili Baltimore Colts 16:7 a stali se prvním týmem AFL, který porazil klub NFL v Super Bowlu od jejich sloučení. Od tohoto roku se Jets v play-off objevili celkem čtrnáctkrát, ale ani jednou nezískali konferenční titul, pouze čtyři divizní tituly.

## Hráči

### Členové Síně slávy profesionálního fotbalu

#### Hráči
- 1985 - Joe Namath
- 1987 - Don Maynard
- 1992 - John Riggins
- 2000 - Ronnie Lott
- 2008 - Art Monk
- 2012 - Curtis Martin
- 2016 - Brett Favre
- 2017 - LaDainian Tomlinson
- 2017 - Jason Taylor
- 2019 - Ed Reed
- 2019 - Ty Law
- 2019 - Kevin Mawae

#### Funkcionáři
- Weeb Ewbank - trenér
- Bulldog Turner - trenér
- Sammy Baugh - trenér
- Bill Parcells - trenér, generální manažer
- Ron Wolf - ředitel hráčského odboru

### Vyřazená čísla
- 12: Joe Namath
- 13: Don Maynard
- 28: Curtis Martin
- 73: Joe Klecko
- 90: Dennis Byrd

### Draft
Hráči draftovaní v prvním kole za posledních deset sezón:
| Rok  | Pořadí | Jméno hráče                     | Pozice                   | Univerzita                                   |
| 2010 | 29     | Kyle Wilson                     | Cornerback               | Boise State University                       |
| 2011 | 30     | Muhammad Wilkerson              | Defensive end            | Temple University                            |
| 2012 | 16     | Quinton Coples                  | Defensive end            | University of North Carolina at Chapel Hill  |
| 2013 | 9 13   | Dee Milliner Sheldon Richardson | Cornerback Defensive end | University of Alabama University of Missouri |
| 2014 | 18     | Calvin Pryor                    | Safety                   | University of Louisville                     |
| 2015 | 6      | Leonard Williams                | Defensive end            | University of Southern California            |
| 2016 | 20     | Darron Lee                      | Linebacker               | Ohio State University                        |
| 2017 | 6      | Jamal Adams                     | Safety                   | Louisiana State University                   |
| 2018 | 3      | Sam Darnold                     | Quarterback              | University of Southern California            |
| 2019 | 3      | Quinnen Williams                | Nose tackle              | University of Alabama                        |